# Xo dang
Gli xo dang, conosciuti anche come sedang, sono un gruppo etnico stanziato prevalentemente nel Vietnam meridionale; comunità minori si trovano nel Laos meridionale.
Parlano la lingua sedang, catalogata nel ramo banarico del ceppo mon khmer delle lingue austroasiatiche. La loro fonte di reddito principale proviene dall'agricoltura e dall'allevamento del bestiame e del pollame. Per quanto riguarda la religione, sono in gran parte animisti.
Tra il 1888 ed il 1890 con i Bahnar e Rengao furono riuniti dall'avventuriero francese Marie-Charles David de Mayrena nel regno di Sedang. Il piccolo regno ebbe breve vita, venendo successivamente occupato dalle truppe coloniali francesi.